# Luftdurchlass
Luftdurchlässe, auch Zu- und Abluftauslässe genannt, sind Einbauten, welche mit dem Luftleitungsnetz einer raumlufttechnischen Anlage verbunden sind, meist in Wand-, Decken- oder Bodenöffnungen eines Gebäudes zu finden sind und einem Raum beispielsweise Zuluft ("frische" Außenluft) zuführen oder Abluft ("verbrauchte" Raumluft) abführen. Es gibt sie in verschiedenen Ausführungen und Geometrien. Der Unterschied liegt in der Art und Weise, wie sie die Luftführung im Raum beeinflussen. Physikalisch-technische, architektonische und wirtschaftliche Aspekte bilden hierbei wichtige Auswahlkriterien. Oftmals spielt auch die Behaglichkeit der Nutzungspersonen eine große Rolle bei der Auswahl.

## Gliederung der Luftdurchlässe
Die EN 12238, welche zur Bewertung von Luftdurchlässen für die Anwendung bei Mischströmung herangezogen werden kann, unterscheidet vier Klassen von Luftdurchlässen nach der Form des maßgeblichen Luftstromes:
- Klasse I beschreibt Luftdurchlässe, aus denen der Luftstrom im Wesentlichen dreidimensional austritt (Düsen und Gitter),
- Klasse II für Luftdurchlässe, aus denen der Luftstrom radial längs einer Fläche oder als freier Strahl austritt (Deckendiffusoren),
- Klasse III für Luftdurchlässe, aus denen der Luftstrom im Wesentlichen zweidimensional austritt (lineare Gitter, Schlitze und lineare Diffusoren) und
- Klasse IV für Luftdurchlässe niedriger Geschwindigkeiten.[1]

Die EN 12239, welche zur Bewertung von Niedergeschwindigkeits-Luftdurchlässen für die Anwendung bei Verdrängungsströmung herangezogen werden kann, unterscheidet hierzu drei Typen von Luftdurchlässen nach der Einbauort: 
- Typ 1 beschreibt einen horizontalen Luftaustritt i. d. R. aus Wänden,
- Typ 2 am Boden eingebaute Luftdurchlässe für vertikalen Luftaustritt und
- Typ 3 für an der Decke eingebaute Luftdurchlässe.[2]

### Drallauslass
Ein Dralldurchlass lässt die Zuluft drallförmig in den Raum strömen. Hierbei ist eine hohe Induktionswirkung gegeben, wodurch sich die Zuluft schnell und effizient mit der Raumluft vermischen kann. Somit ist diese Art Auslass besonders für die Mischlüftung geeignet. Durch die Vermischung oberhalb der Aufenthaltszone sind hohe Temperaturdifferenzen zwischen Zu- und Raumluft möglich. Die sich drehenden Leitschaufeln des Dralldurchlasses, die der Luft die Richtung vorgeben, können je nach Hersteller für den Heiz- oder Kühlfall verstellt werden. Drallauslässe kommen meist als Deckenauslässe, jedoch auch als Wand- oder Bodenauslässe zur Anwendung.

### Stufendralldurchlass
Stufendrallauslässe sind Drallauslässe die vertikal in Stufen von beispielsweise Festspielhäusern oder Auditorien verbaut werden. Durch ihre nicht verstellbaren Luftleitlamellen wird eine induktive Luftströmung erzeugt. Da sich die Beine der Nutzungspersonen meist sehr nah an den Auslässen befinden, muss gewährleistet sein, dass niedrige Austrittsgeschwindigkeiten herrschen und sich die Temperatur schnellstmöglich anpasst. Die zulässige Zulufttemperaturdifferenz beträgt ±6 K. Bedingt durch architektonische Anforderungen können Stufendrallauslässe rund oder quadratisch sein.

### Lüftungsgitter
Ein Lüftungsgitter ist die einfachste und kostengünstigste Art Luft im Raum mittels Lufteinführung zu verteilen. Um diese Lufteinführung einzustellen, sind Lüftungsgitter mit verstellbaren horizontalen oder vertikalen Luftleitlamellen ausgestattet. Sie werden aus Stahlblech, Aluminium oder Kunststoff gefertigt und eignen sich für Lüftungskanäle sowohl mit rechteckigem als auch mit rundem Querschnitt.
Lüftungsgitter werden häufig nur bei einfachen Anlagen (z. B. Produktionshallenbelüftung) angewendet, weil durch niedrige Induktions- und Strahlwirkung keine hohe Raumluftqualität erzeugt werden kann. Die Ausströmgeschwindigkeiten werden aufgrund der Geräuschentwicklung gering gehalten. Bei Lüftungsgittern im Boden müssen die Geschwindigkeiten geringer als 1,5 m/s sein und bei Schlitzluftdurchlässen ist ein Volumenstrom von bis zu 100 m³/h je Meter Schlitzlänge möglich. Beim Einsatz in Wand- oder Deckenöffnung sind die Ausströmgeschwindigkeiten je nach Bedarf einzustellen.

### Weitwurfdüse
Weitwurfdüsen finden besonders in großen Hallen (z. B. Wartehallen auf Flughäfen, Kongresshallen etc.) Anwendung. Der konisch zulaufende Düsenkörper beschleunigt die Luft durch Querschnittsverkleinerung. Ein stabiler Kernstrahl sorgt dabei für große Wurfweiten, wodurch große Entfernungen von bis zu 30 m überbrückt werden können. Aufgrund des glatten inneren Aufbaus treten trotz der hohen Austrittsgeschwindigkeiten nur geringe Lautstärken auf. Die Geschwindigkeiten betragen meist ca. 15 m/s. Weitwurfdüsen werden in Seitenbereichen von Hallen angeordnet, wobei die Luft im Kühlfall von oben und im Heizfall von unten in den Raum "geworfen" wird.

### Tellerventil
Tellerventile sind einfach aufgebaut und kostengünstig. Sie bestehen aus einem Ring und einem darunter liegenden Ventilteller, der je nach Volumenstrombedarf verstellt werden kann. Die Luft strömt vertikal auf den Teller und verteilt sich um diesen herum. Tellerventile werden in Nassräumen und Wohnhäusern zur kontrollierten Wohnungslüftung eingesetzt.

### Quellluftauslass
Quellluftauslässe kommen besonders in Produktionshallen mit hohen Schadstoffanteilen in der Luft zum Einsatz. Die Quelllüftung bietet nämlich eine Verdrängungsströmung mit hohem Volumenstrom bei sehr geringer Luftgeschwindigkeit. Diese beträgt hierbei maximal 0,2 m/s. Die Auslässe werden in den Hallen meist in Fußbodennähe angebracht und meist findet im Deckenbereich eine Absaugung mittels Abluftgitter statt.

### Schlitzdurchlässe
Der Klassiker unter den Lineardurchlässen sind Schlitzdurchlässe. Sie eignen sich besonders für den Deckeneinbau in Gipskartonkonstruktionen. Durch die Kombination mehrere Auslässe lassen sich lange Schlitze realisieren. Industriell werden ein- bis vierschließige Ausführungen produziert.

## Hygiene
Die Bauteile der Luftdurchlässe, die mit Luft in Berührung kommen, müssen – insbesondere wenn es sich um Zu-, Abluftdurchlässe handelt – leicht zugänglich sein. Luftdurchlässe müssen zur Reinigung leicht zugänglich sein und müssen bei Bedarf auch leicht ausgetauscht werden können. Sollten im Luftleitungsnetz in der Nähe der Durchlässe keine Reinigungs- oder Revisionsöffnungen vorgesehen sein, so muss man über die Luftdurchlässe ein Zugang zu den Luftleitungen für Reinigungszwecke gewährleistet sein. Ist ein Luftdurchlass mit Abdeckungen (z. B. Vliesen) versehen, muss dafür gesorgt werden, dass diese Stoffe austauschbar sind und keine Produkte in die Zuluft gelangen können, die die Qualität der Luft mindern.